# Fakarava (atolón)
Fakarava o Havaiki-te-araro es un atolón de las Tuamotu, en la Polinesia Francesa. Está situado en el centro y al oeste del archipiélago, a 488 km al noreste de Tahití. Posee una superficie de 1.121 kilómetros cuadrados (incluyendo la laguna) y de 24.1 km² si se incluye solo la superficie emergida.

## Historia
El atolón fue mencionado por primera vez por un europeo el 17 de julio de 1820 por el navegante ruso Fabian Gottlieb von Bellingshausen, que le dio el nombre de isla Wittgenstein. Fue visitada por el marino británico Ireland el 2 de octubre de 1831, que la mencionó con el mismo nombre, y luego el 14 de noviembre de 1835 por su compatriota Robert FitzRoy, así como por el navegante francés Jules Dumont d'Urville en septiembre de 1838.
En el siglo XIX, Fakarava se convirtió en un territorio francés con una población de unos 375 habitantes, que desarrolló una pequeña producción de aceite de coco (unos 7 u 8 barriles al año en torno a 1860), pero se convirtió, debido a su posición geográfica y al puerto marítimo que ofrece su laguna, en uno de los principales centros de comercio de este recurso y de producción de nácar. El atolón fue evangelizado por Honoré Laval un sacerdote católico en 1849: la iglesia de Rotoava fue bendecida en 1850 y la de Tetamanu, que data de 1874, fue construida en coral.
A principios del siglo XX, el atolón se dividió en dos distritos: Tehatea y Tetamanu. En 2016, Fakarava pasó a formar parte de la Reserva de la Biosfera de la UNESCO creada en 1977.

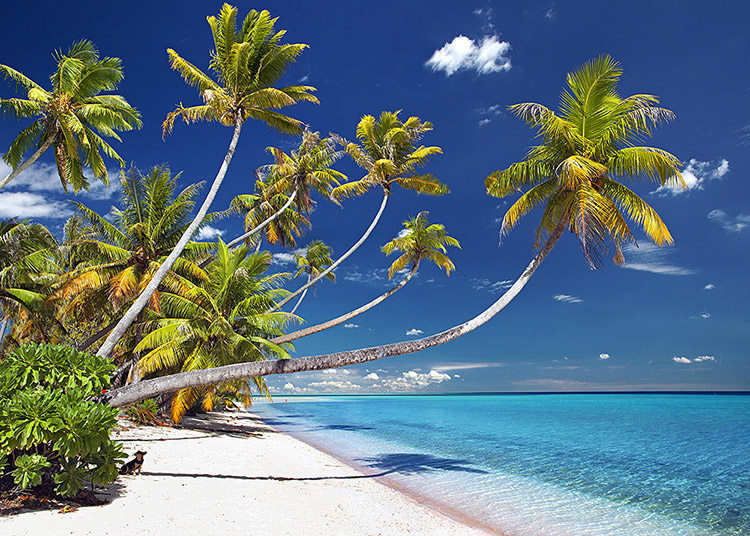
Playa Hirifa

## Geografía
Fakarava es un atolón rectangular de 60 km de largo y 25 km de ancho. Es el segundo atolón más grande de las Tuamotu, después de Rangiroa, con una superficie de 24,1 km² y una laguna de 1.121 km². El atolón dispone de dos pasos al interior, uno al norte y otro en el sur. El paso del norte de Garuae es el más grande de la Polinesia Francesa. Es muy rico en fauna marina, con rayas, mantas, barracudas, meros, tortugas y delfines. Es un centro importante del submarinismo deportivo. 
La villa principal es Rotoava, situada al noreste cerca del paso de Garuae. En el paso sur está la villa de Tetamanu, antigua capital de la isla y residencia del administrador de las Tuamotu durante el siglo XIX. 

### Localización
Fakarava se encuentra a 450 km al noreste de Tahití.  Su laguna es la segunda más grande de la Polinesia Francesa (después de Rangiroa) y cubre 1.121 km². Es accesible a través de dos pasos:
- Garuae (al norte), el mayor paso de la Polinesia Francesa (0,85 millas de ancho) o (1.600 m)
- Tumakohua, también llamado Tetamanu (sur)

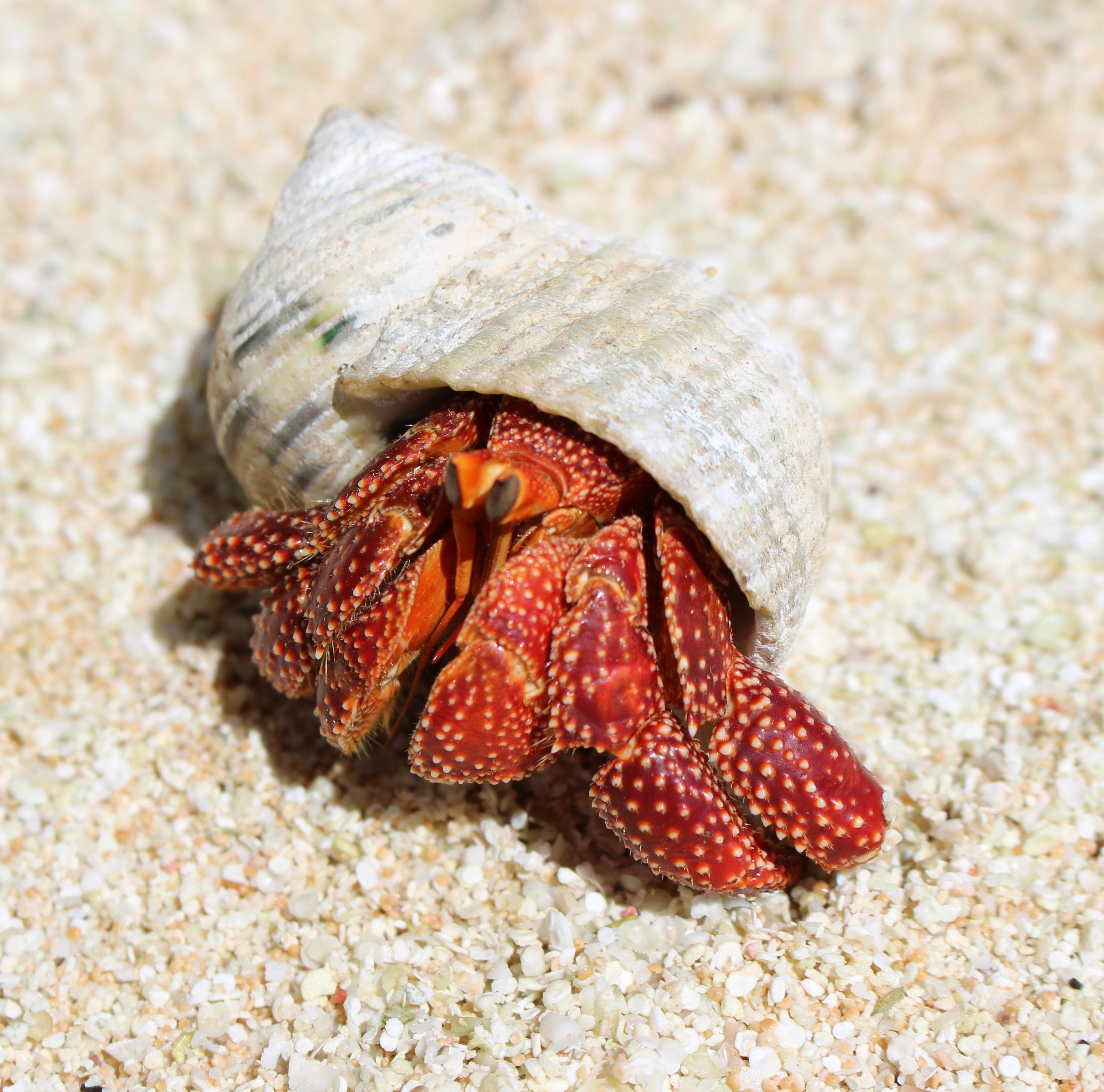
Cangrejo ermitaño

### Geología
Geológicamente, el atolón es la excrecencia coralina (150 metros) de la cima de un pequeñísimo monte submarino volcánico del mismo nombre, que mide 1.170 metros desde el fondo del mar, formado hace unos 53,7 a 59,6 millones de años.

### Fauna y flora
Las aguas de Fakarava albergan corales y todos los peces de las Tuamotu, como lochas, meros, barracudas, rayas águila, mantas, tiburones martillo, tiburones tigre, tiburones pelágicos, atunes dientes de perro, así como tortugas y delfines.
El atolón también alberga una población endémica de correlimos de Tuamotu.

### Demografía
La población total era de 806 habitantes en el censo de 2012 que aumento hasta 844 personas según datos de 2017
| 224                                                                                             | 248 | 467 | 712 | 852 | 824 | 844 |
| Fuente: Instituto de Estadísticas de la Polinesia Francesa y Gobierno de la Polinesia Francesa. |     |     |     |     |     |     |

### Religión
La mayor parte de la población del Atolón es seguidora del cristianismo esto como consecuencia de la actividad misionera tanto de grupos católicos como protestantes. La Iglesia Católica administra un edificio religioso en Rotoava la Iglesia de San Juan de la Cruz (Église de Saint-Jean-de-la-Croix) que depende de la Arquidiócesis metropolitana de Papeete con sede en Tahití. El templo como su nombre lo indica esta dedicado a un santo místico español que fundó la Orden de los Carmelitas Descalzos (Ordo Fratrum Discalceatorum Beatissimae Mariae Virginis de Monte Carmelo).

## Economía
Fakarava está desarrollando una actividad de cultivo de perlas - autorizada en 400 ha (y cincuenta líneas de recogida de espatas) en la parte nororiental de la laguna, cerca de Rotoava - y la pesca de pepinos de mar en la parte oriental de la laguna para su exportación a Asia.
El atolón dispone de un aeródromo con una pista de 1.400 metros de longitud, que permite el desarrollo del turismo en todos los atolones adscritos a la comuna de Fakarava. Por término medio, recibe unos 850 vuelos y entre 25.000 y 30.000 pasajeros al año, de los cuales un 20% están en tránsito, lo que lo convierte en uno de los más concurridos de la Polinesia Francesa.
El desembarco del cable submarino Natitua y su puesta en marcha en diciembre de 2018 permite a Fakareva estar conectada a Tahití y a la Internet global de alta velocidad.
El desarrollo del turismo, con la construcción de un hotel, ha incrementado la población en los últimos años. Además del turismo alrededor del submarinismo, la economía se basa en la explotación de la copra y el cultivo de nácar.

## Expediciones científicas
El equipo de Laurent Ballesta ha realizado dos expediciones científicas en Fakarava, en el marco de las expediciones Gombessa.
Gombessa 2, realizado en Fakarava en 2014, sobre la reproducción de los meros jaspeados de la especie Epinephelus polyphekadion, en particular su reunión y comportamiento antes y sobre todo durante el desove anual de las hembras a la salida del paso de Tumakohua (el del sur de la laguna) durante las dos lunas llenas de junio y julio.
Gombessa 4, realizado en 2017, es una continuación del anterior, y se centra en la inusual densidad de tiburones grises de arrecife (más de 700), en el mismo paso de Tumakohua en el mismo período. La misión estudió la organización social de los tiburones dentro de una horda.

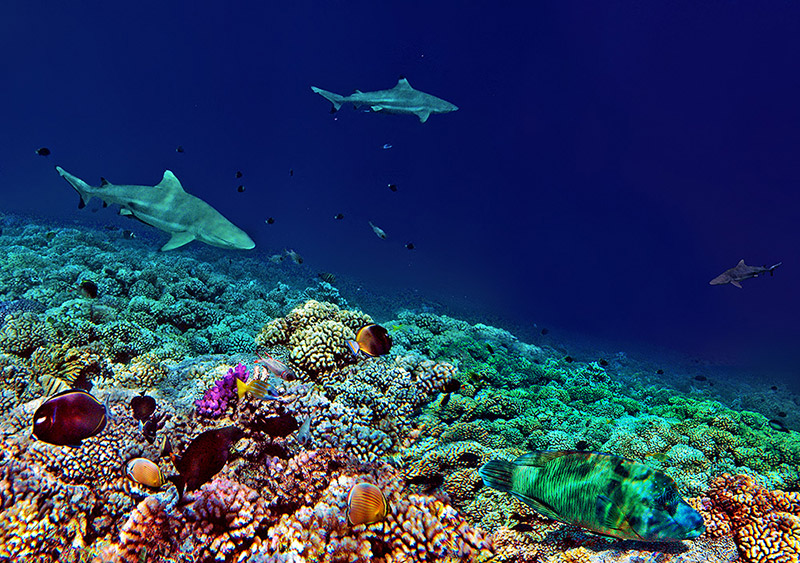
Tiburones en la reserva de la Biosfera del atolón

## Comuna de Fakarava
Fakarava es la capital de una comuna que incluye las comunas asociadas de Kauehi y Niau, y los atolones dependientes de Raraka, Toau y Aratika, más Taiaro que depende de Kauehi. El atolón de Taiaro fue declarado como reserva de la biosfera por la Unesco en 1977. En 2006 se extendió la protección a todos los atolones de la comuna de Fakarava.
| Isla     | Población (censo 2012) | Superficie (km²) |
| -------- | ---------------------- | ---------------- |
| Fakarava | 824                    | 16               |
| Niau     | 216                    | 20               |
| Kauehi   | 531                    | 15               |
| Raraka   | 0                      | 7,2              |
| Aratika  | 0                      | 8,3              |
| Toau     | 0                      | 12               |
| Taiaro   | 0                      | 22               |
| TOTAL    | 1.581                  | 100,5            |